# اسسا د منتیل

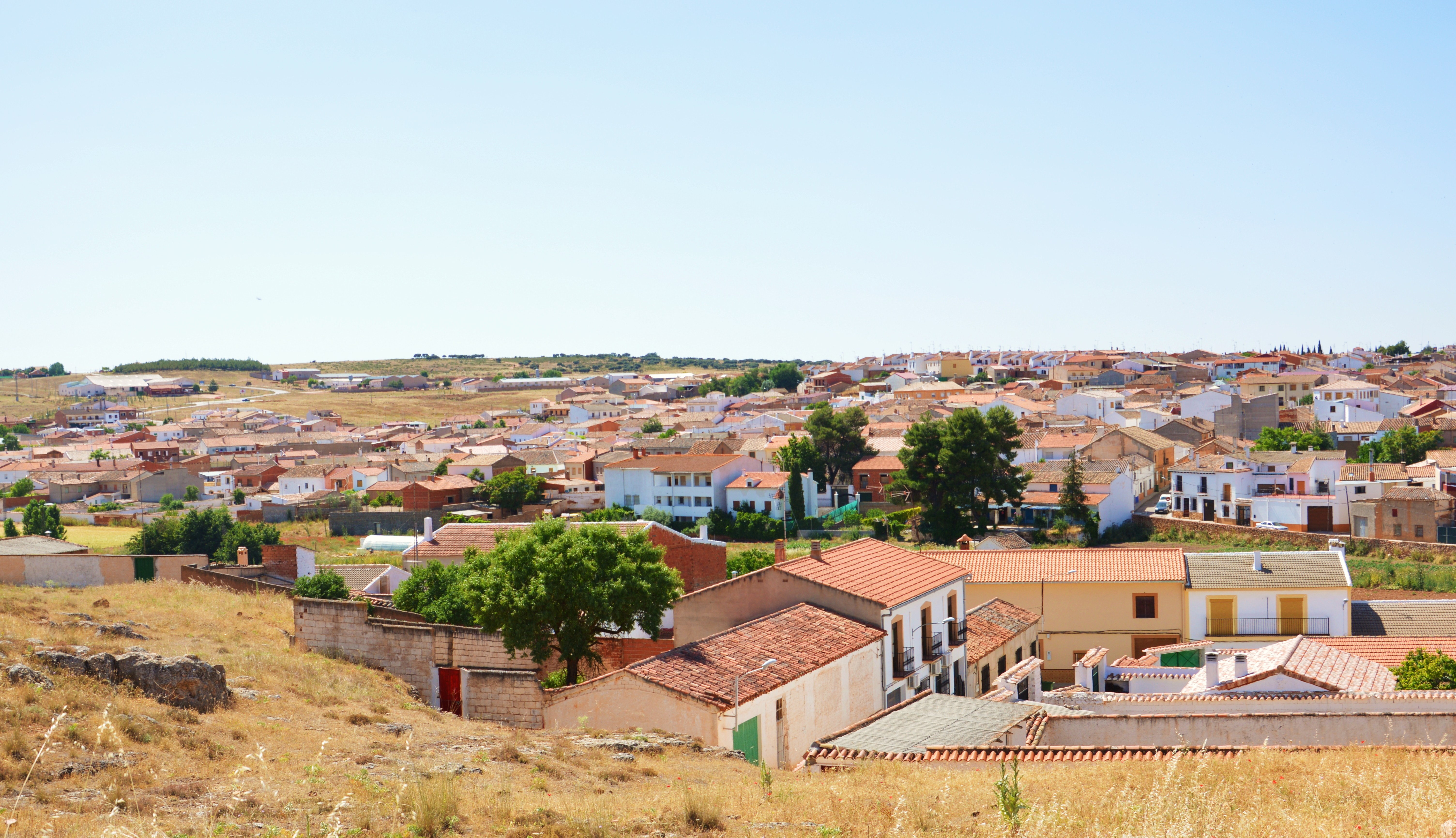
نمایی از اسسا د منتیل، دهستانی در آلباستهٔ اسپانیا - ۲۰۱۳

اسسا د منتیل دهستانی در استان آلباستهٔ اسپانیا است.
در این دهستان ۲۸۳۶ نفر زندگی می‌کنند. مساحت این دهستان ۲۴۳٫۳۹ کیلومتر مربع است.